# Ердек
Ердек (на турски: Erdek; на гръцки: Αρτάκη, Артаки) е град, община и административен център на околия Ердек, във вилает Балъкесир, Турция. Разположен е в полуостров Кизик на Мраморно море, на 180 метра надморска височина. Според оценки на Статистическия институт на Турция към 31 декември 2019 г. населението на града е 20 101 души.